# 山内康豊
山内 康豊（やまうち やすとよ）は、戦国時代から江戸時代前期にかけての武将・大名。初代土佐藩藩主・山内一豊の同母弟。はじめ康豊、のち忠豊を称した。吉助、次郎右衛門、修理亮。

## 生涯
天文18年（1549年）、尾張国岩倉城城主・織田信安の家臣・山内盛豊の四男として同国黒田城にて誕生した。母は梶原氏（あるいは二宮一楽斎の娘）。
はじめ織田信忠に仕えた。のち溝口秀勝に寄食した
天正18年（1590年）、小田原合戦で負傷した。
慶長5年（1600年）、関ヶ原の戦いの後、兄・一豊は土佐国に封ぜられた。同年11月、一豊は、康豊を先陣として土佐国に入国させた。このとき長宗我部氏の遺臣に帰服を求めた康豊の書状が現存している。
慶長6年（1601年）6月、康豊は同国幡多郡中村2万石に封ぜられた。ただし、江戸幕府は康豊の所領を土佐藩の支藩として公認したわけではなかったので、康豊時代の土佐中村藩は正式に認められていなかったとの説もある。
慶長10年（1605年）に一豊が死去すると、康豊の子・忠義が14歳で藩主となる。康豊は、徳川家康の命を受け、若年だった忠義の後見役として藩政に参与した。
寛永2年（1625年）8月29日、死去。77歳。要法寺に葬られた。
康豊の所領は、次男・政豊が継いだ。
なお、山内家18代当主・山内豊秋は、康豊は兄より優れた人物だったと評した。

## 家族
（主な出典：『寛政重修諸家譜』）
- 妻
  - 長井源右衛門利直の娘
  - 妙玖院（後妻、?～1618年[8]、水野氏の娘）[10]
- 子
  - 忠義
  - 方綱 - 養子。松平石見守之綱の二男。のち実家に戻る。
  - 女子 - 方綱の妻。のち、西園寺公益に嫁ぐ。
  - 女子 - 津田平八郎某の妻、のち、稲葉正成の室。
  - 女子 - 宗家の家臣・山内吉佐の妻。
  - 政豊
  - 重昌
  - 一唯

## 関連作品
- 『功名が辻』（2006年、NHK大河ドラマ） - 玉木宏[11]（少年期：古澤龍之）